# Калинич, Никола (футболист)
Нико́ла Кали́нич (хорв. Nikola Kalinić; род. 5 января 1988[…], Солин, Сплитско-Далматинская жупания) — хорватский футболист, нападающий клуба «Хайдук» (Сплит). Выступал за сборную Хорватии.

## Клубная карьера

### Ранние годы
Никола Калинич родился 5 января 1988 года в городе Солин, в 8-ми километрах от Сплита. Воспитанник академии футбольного клуба «Хайдук», за молодежные команды которого выступал с 1998 по 2005. В сезоне 2006/07 выступал за «Пулу» (ныне — «Истра 1961») и «Шибенник» на правах аренды, забил по 3 мяча за каждую из команд.
В 2007 году вернулся из аренды и в первом же сезоне забил 17 мячей, заняв второе место в списке бомбардиров чемпионата Хорватии. Хорошая игра позволила Калиничу не только получить первый вызов во взрослую сборную Хорватии накануне Евро-2008, но и принять участие в самом турнире.

### «Блэкберн Роверс»
Успешные выступления за «Хайдук» позволили Николе в 2009 году за 7 млн евро перейти в свой первый иностранный клуб — английский «Блэкберн Роверс». В клубе с переменным успехом провел 2 сезона, заняв в сезоне 2009/10 и 2010/11 10-е и 15-е места соответственно в Английской Премьер-лиге.

### «Днепр»
10 августа 2011 года подписал 4-летний контракт с украинским клубом «Днепр». В первой половине чемпионата сыграл 12 матчей в чемпионате Украины и забил 9 голов, став самым результативным нападающим на этом отрезке турнира. При тренерстве Хуанде Рамоса появлялся на поле нечасто (была информация от том, что из-за малого количества практики Калинич хотел уйти из клуба), но с приходом Мирона Маркевича стал основным форвардом команды. 

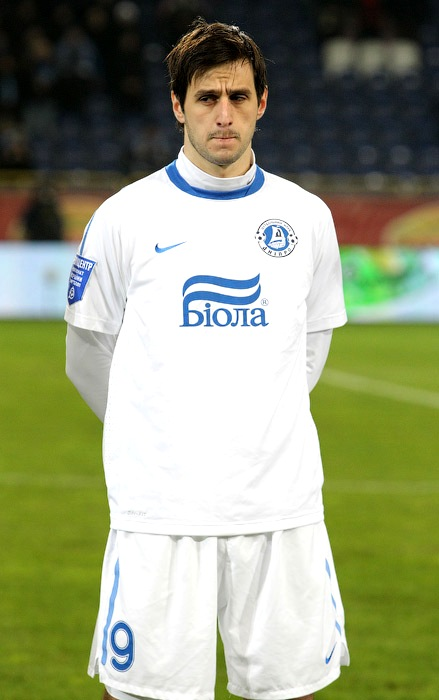
Калинич в составе «Днепра»

В сезоне 2013/14 стал вице-чемпионом Украины, а в 2014/15 — бронзовым призёром. В составе «Днепра» дошёл до финала Лиги Европы 2015, на 7-й минуте открыл счёт в матче после навеса Матеуса, но, в конечном итоге, «Днепр» уступил «Севилье» 2:3. В августе 2015 появилась информация о том, что Калинич покидает «Днепр». Вот что он сказал об этом:
Дорогая Днепровская семья! Президент, руководство, тренерский штаб, товарищи по команде, персонал, болельщики! Огромное спасибо всем вам за то счастливое время, что мы были вместе! Я ухожу, но уношу в своем сердце частичку "Днепра"! До новых встреч и удачи!

### «Фиорентина»
15 августа 2015 года Калинич перешёл в итальянскую «Фиорентину», с которой заключил контракт на четыре года. Стоимость трансфера составила 5 млн евро. Стал основным и одним из самых забивных форвардов команды. В январе 2017 года футболист был близок к переходу в китайский «Тяньцзинь Цюаньцзянь», который был готов заплатить за него 40 млн евро. В новом клубе Калиничу предлагали зарплату в размере 48 млн евро за четыре года, но он отказался и предпочёл остаться во Флоренции. Летом 2017 владельцы «Фиорентины» заявили о том, что готовы продать клуб за 300 млн евро. Многие игроки (в том числе и Калинич) заявили о желании покинуть команду.

### Аренда в «Милан»
22 августа 2017 года Калинич перешёл в «Милан» на правах аренды с обязательством выкупа летом 2018 года. Аренда обойдется клубу в 5 миллионов евро, а выкуп — в 20 миллионов. Контракт с игроком подписан до 30 июня 2021 года. В дебютном за «Милан» сезоне Калинич сыграл в 41-м матче во всех турнирах и забил 6 мячей, что было расценено болельщиками команды и футбольными экспертами как неудовлетворительный результат.

### Атлетико Мадрид
9 августа 2018 года Калинич перешёл в испанский клуб «Атлетико Мадрид», с которым заключил контракт на три года. За его переход был заплачено около 15 млн евро.

### Аренда в «Рому»
2 сентября 2019 года Калинич перешёл в итальянскую «Рому» на правах аренды с возможным правом выкупа в 9 миллионов евро. В новой команде Никола взял 19-й номер, принадлежавший ранее соотечественнику Анте Чоричу. В сезоне 2019/20 Калинич считался игроком запаса изредка выходя на замену основному форварду команды Эдину Джеко. 1 марта 2020 года в матче с «Кальяри» Никола забил свой первый гол за "волков" (в том же матче хорват оформил дубль). В «Роме» Калинич сыграл во всех турнирах 19 матчей и забил 5 мячей. По окончании сезона «джалоросси» не стали выкупать хорватского форварда и футболист вернулся в «Атлетико».

### «Эллас Верона»
5 октября 2020 года Калинич перешёл в клуб Эллас Верона.
Хорватский нападающий подписал контракт с «эллинами» сроком до 30 июня 2022 года.

## Карьера в сборной
С 2003 по 2010 год Калинич выступал за юношеские и молодёжные сборные, в составе национальной сборной Хорватии дебютировал 24 мая 2008 года, выйдя на замену в состоявшемся в Риеке товарищеском матче со сборной Молдавии. Участник чемпионатов Европы 2008, 2012 и 2016 годов.

16 июня 2018 года на чемпионате мира, проходившем в России, отказался выйти на замену в первом матче своей команды против Нигерии, после чего решением главного тренера сборной Златко Далича был исключен из заявки команды на турнир.
«Он три раза говорил, что не может выйти на поле из-за проблем со спиной. Я посчитал, что если он несколько раз отказывается играть, то не готов к выступлению за сборную» — сообщил Далич.
В итоге Хорватия завоевала серебряные медали, а получит ли медаль и премию Калинич, решали остальные игроки команды. Путём голосования игроки сборной Хорватии решили дать медаль Калиничу, но тот отказался от неё, мотивировав свой отказ тем, что не сыграл на чемпионате мира ни минуты.

## Достижения
«Днепр»
- Вице-чемпион Украины: 2013/14
- Бронзовый призёр чемпионата Украины (2): 2014/15, 2015/16
- Финалист Лиги Европы УЕФА: 2014/15

«Атлетико Мадрид»
- Обладатель Суперкубка УЕФА: 2018

«Хайдук» Сплит
- Обладатель Кубка Хорватии: 2022/23

Сборная Хорватии
- Вице-чемпион мира: 2018

## Личная жизнь
Никола женат на хорватской девушке — Иванне. У них есть сын.

## Статистика

### Клубная статистика
| Выступление            | Выступление      | Выступление      | Чемпионат | Чемпионат | Кубки | Кубки | Еврокубки | Еврокубки | Прочие | Прочие | Итого | Итого |
| Клуб                   | Лига             | Сезон            | Игры      | Голы      | Игры  | Голы  | Игры      | Голы      | Игры   | Голы   | Игры  | Голы  |
| ---------------------- | ---------------- | ---------------- | --------- | --------- | ----- | ----- | --------- | --------- | ------ | ------ | ----- | ----- |
| Блэкберн Роверс        | Премьер-лига     | 2009/10          | 26        | 2         | 7     | 5     | 0         | 0         | 0      | 0      | 33    | 7     |
| Блэкберн Роверс        | Премьер-лига     | 2010/11          | 18        | 5         | 2     | 1     | 0         | 0         | 0      | 0      | 20    | 6     |
| Блэкберн Роверс        | Итого            | Итого            | 44        | 7         | 9     | 6     | 0         | 0         | 0      | 0      | 53    | 13    |
| Днепр (Днепропетровск) | Премьер-лига     | 2011/12          | 19        | 10        | 0     | 0     | 2         | 0         | 0      | 0      | 21    | 10    |
| Днепр (Днепропетровск) | Премьер-лига     | 2012/13          | 21        | 6         | 2     | 1     | 6         | 3         | 0      | 0      | 29    | 10    |
| Днепр (Днепропетровск) | Премьер-лига     | 2013/14          | 19        | 6         | 0     | 0     | 4         | 1         | 0      | 0      | 23    | 7     |
| Днепр (Днепропетровск) | Премьер-лига     | 2014/15          | 23        | 12        | 6     | 2     | 18        | 5         | 0      | 0      | 47    | 19    |
| Днепр (Днепропетровск) | Премьер-лига     | 2015/16          | 4         | 3         | 0     | 0     | 0         | 0         | 0      | 0      | 4     | 3     |
| Днепр (Днепропетровск) | Итого            | Итого            | 86        | 37        | 8     | 3     | 30        | 9         | 0      | 0      | 124   | 49    |
| Фиорентина             | Серия A          | 2015/16          | 36        | 12        | 1     | 0     | 5         | 1         | 0      | 0      | 42    | 13    |
| Фиорентина             | Серия A          | 2016/17          | 32        | 15        | 2     | 0     | 7         | 5         | 0      | 0      | 41    | 20    |
| Фиорентина             | Итого            | Итого            | 68        | 27        | 3     | 0     | 12        | 6         | 0      | 0      | 83    | 33    |
| Милан                  | Серия A          | 2017/18          | 9         | 3         | 0     | 0     | 3         | 0         | 0      | 0      | 12    | 3     |
| Милан                  | Итого            | Итого            | 9         | 3         | 0     | 0     | 3         | 0         | 0      | 0      | 12    | 3     |
| Всего за карьеру       | Всего за карьеру | Всего за карьеру | 207       | 74        | 20    | 9     | 45        | 15        | 0      | 0      | 272   | 98    |

по состоянию на 4 ноября 2017 года

### Матчи за сборную
| №  | Дата             | Оппонент         | Счёт        | Голы | Соревнование             |
| -- | ---------------- | ---------------- | ----------- | ---- | ------------------------ |
| 1  | 24 мая 2008      | Молдова          | 1:0         | —    | Товарищеский матч        |
| 2  | 16 июня 2008     | Польша           | 1:0         | —    | Финальные матчи ЧЕ-2008  |
| 3  | 1 апреля 2009    | Андорра          | 2:0         | —    | Отборочные матчи ЧМ-2010 |
| 4  | 17 ноября 2010   | Мальта           | 3:0         | 1    | Отборочные матчи ЧЕ-2012 |
| 5  | 9 февраля 2011   | Чехия            | 4:2         | 2    | Товарищеский матч        |
| 6  | 26 марта 2011    | Грузия           | 0:1         | —    | Отборочные матчи ЧЕ-2012 |
| 7  | 29 марта 2011    | Франция          | 0:0         | —    | Товарищеский матч        |
| 8  | 3 июня 2011      | Грузия           | 2:1         | 1    | Отборочные матчи ЧЕ-2012 |
| 9  | 10 августа 2011  | Ирландия         | 0:0         | —    | Товарищеский матч        |
| 10 | 2 сентября 2011  | Мальта           | 3:1         | —    | Отборочные матчи ЧЕ-2012 |
| 11 | 6 сентября 2011  | Израиль          | 3:1         | —    | Отборочные матчи ЧЕ-2012 |
| 12 | 7 октября 2011   | Греция           | 0:2         | —    | Отборочные матчи ЧЕ-2012 |
| 13 | 25 мая 2012      | Эстония          | 3:1         | 1    | Товарищеский матч        |
| 14 | 11 сентября 2012 | Бельгия          | 1:1         | —    | Отборочные матчи ЧМ-2014 |
| 15 | 12 октября 2012  | Македония        | 2:1         | —    | Отборочные матчи ЧМ-2014 |
| 16 | 7 июня 2013      | Шотландия        | 0:1         | —    | Отборочные матчи ЧМ-2014 |
| 17 | 10 июня 2013     | Португалия       | 0:1         | —    | Товарищеский матч        |
| 18 | 10 сентября 2013 | Республика Корея | 2:1         | 1    | Товарищеский матч        |
| 19 | 11 октября 2013  | Бельгия          | 1:2         | —    | Отборочные матчи ЧМ-2014 |
| 20 | 15 октября 2013  | Шотландия        | 0:2         | —    | Отборочные матчи ЧМ-2014 |
| 21 | 7 июня 2015      | Гибралтар        | 4:0         | —    | Товарищеский матч        |
| 22 | 3 сентября 2015  | Азербайджан      | 0:0         | —    | Отборочные матчи ЧЕ-2016 |
| 23 | 6 сентября 2015  | Норвегия         | 0:2         | —    | Отборочные матчи ЧЕ-2016 |
| 24 | 10 октября 2015  | Болгария         | 3:0         | 1    | Отборочные матчи ЧЕ-2016 |
| 25 | 13 октября 2015  | Мальта           | 1:0         | —    | Отборочные матчи ЧЕ-2016 |
| 26 | 17 ноября 2015   | Россия           | 3:1         | 1    | Товарищеский матч        |
| 27 | 23 марта 2016    | Израиль          | 2:0         | —    | Товарищеский матч        |
| 28 | 27 мая 2016      | Молдова          | 1:0         | —    | Товарищеский матч        |
| 29 | 4 июня 2016      | Сан-Марино       | 10:0        | 3    | Товарищеский матч        |
| 30 | 21 июня 2016     | Испания          | 2:1         | 1    | Финальные матчи ЧЕ-2016  |
| 31 | 25 июня 2016     | Португалия       | 0:1 (д. в.) | —    | Финальные матчи ЧЕ-2016  |
| 32 | 5 сентября 2016  | Турция           | 1:1         | —    | Отборочные матчи ЧМ-2018 |
| 33 | 6 октября 2016   | Косово           | 6:0         | 1    | Отборочные матчи ЧМ-2018 |
| 34 | 9 октября 2016   | Финляндия        | 1:0         | —    | Отборочные матчи ЧМ-2018 |
| 35 | 24 марта 2017    | Украина          | 1:0         | 1    | Отборочные матчи ЧМ-2018 |
| 36 | 11 июня 2017     | Исландия         | 0:1         | —    | Отборочные матчи ЧМ-2018 |
| 37 | 3 сентября 2017  | Косово           | 1:0         | —    | Отборочные матчи ЧМ-2018 |
| 38 | 5 сентября 2017  | Турция           | 0:1         | —    | Отборочные матчи ЧМ-2018 |
| 39 | 9 ноября 2017    | Греция           | 4:1         | 1    | Отборочные матчи ЧМ-2018 |
| 40 | 12 ноября 2017   | Греция           | 0:0         | —    | Отборочные матчи ЧМ-2018 |
| 41 | 23 марта 2018    | Перу             | 0:2         | —    | Товарищеский матч        |
| 42 | 8 июня 2018      | Сенегал          | 2:1         | —    | Товарищеский матч        |

Итого: сыграно матчей: 42 / забито голов: 15; победы: 25, ничьи: 6, поражения: 11.